# امیرآباد (ارزوئیه)
امیرآباد ، روستایی در دهستان امیرآباد بخش صوغان شهرستان ارزوئیه در استان کرمان ایران است. این روستا، مرکز دهستان امیرآباد است.

## جمعیت
بر پایه سرشماری عمومی نفوس و مسکن در سال ۱۳۹۵، جمعیت این روستا برابر با ۳۴۰ نفر (۱۰۴ خانوار) بوده‌است.